# Le Siècle (periódico)
Le Siècle, subtitulado journal politique, littéraire et d'économie sociale (El Siglo, diario político, literario y de economía social, en español) fue un periódico francés que se publicó entre el 1 de julio de 1836 y 1932.

## Historia
Fundado por Armand Dutacq y financiado fundamentalmente por el abogado y diputado Odilon Barrot, Le Siècle representó durante la Monarquía de Julio a la izquierda dinástica opuesta a François Guizot. En cuanto a la parte política, fue dirigido por Hercules Guillemot y después por Chambolle; Louis Desnoyers se ocupó de la parte literaria del diario, en la cual colaboraron numerosos escritores como Charles Nodier, Léon Gozlan, Alphonse Karr o Jules Sandeau. Honoré de Balzac publicó en este periódico las primeras ediciones, en folletón, de algunas de sus novelas como Béatrix (agosto de 1839), Une fille d'Ève (diciembre de 1838 y enero de 1839), Pierrette (enero de 1840), La fausse maîtresse (diciembre de 1841), Albert Savarus (1842) y Un homme d'affaires (1844). También aquí se publicaron algunas de las más célebres novelas de Alejandro Dumas, como Los tres mosqueteros o El Vizconde de Bragelonne.
En un primer momento en competencia con La Presse de Émile de Girardin, creado el mismo día, Le Siècle adquirió muy rápido una amplia audiencia (30 000 abonados en 1839) y prosperó hasta 1848. Al día siguiente del golpe de Estado del 2 de diciembre de 1851, por el que Luis Napoleón Bonaparte, presidente de la República Francesa se proclamó Emperador de los franceses como Napoleón III, y estableció el Segundo Imperio Francés, Léonor-Joseph Havin, diputado por el departamento de la Mancha, asumió la dirección del diario, que conservó hasta su muerte en 1868. Durante el Segundo Imperio, el periódico se convierte en republicano, opuesto al régimen de Napoleón III, pero aceptado por este último en razón del apoyo del diario a su política europea en lo concerniente al principio de nacionalidad y su apoyo a Italia frente al Imperio austríaco. Muy difundido por todo el país entre un público burgués y liberal, su tirada aumenta hasta hacer de él el más influyente de los periódicos franceses de la época (35 000 ejemplares en 1870)
Bajo la dirección de Yves Guyot, a la cabeza de la redacción desde abril de 1892, Le Siècle adopta una nueva fórmula. Se distingue durante el caso Dreyfus, apoyando decididamente al militar en artículos firmados generalmente por Joseph Reinach, Raoul Allier y Félix Pécaut, y se convertirá en cierta manera en el portavoz de la Liga de los Derechos del Hombre recientemente creada.
Aun conservando su importancia en cuanto diario republicano de izquierda moderada y anticlerical, de gran calidad, irá perdiendo gran parte de su público hasta 1917. Desapareció definitivamente en 1932.